# 레드아웃
레드아웃(redout)은 신체의 아래쪽 부분에서 머리까지 혈액 흐름을 유발하기에 충분한 음의 중력(g-force)을 신체가 경험할 때 발생한다. 이는 혈액이 머리에서 신체의 아래쪽 부분으로 흘러가는 그레이아웃(greyout)의 역효과이다. 일반적으로 비행기는 그러한 음의 중력(g-force)을 가할 수 있는 가장 일반적인 장치이기 때문에 조종사만이 레드아웃을 경험할 수 있다. 레드아웃은 잠재적으로 위험하며 망막 손상과 출혈성 뇌졸중을 일으킬 수 있다.
지배적 이론에 따르면, 시야에 나타나는 홍반은 실제 눈에 혈류가 흘러서 발생하는 것이 아니라 혈액이 섞인 아래 눈꺼풀이 부적응력에 의해 시야로 들어오면서 발생하는 경우가 가장 많다고 한다.

## 같이 보기
- 실신